# European Rugby Challenge Cup 2014/15
Der European Rugby Challenge Cup 2014/15 war die erste Ausgabe des European Challenge Cup, des zweitrangigen europäischen Pokalwettbewerbs im Rugby Union. Dieser Wettbewerb ist der Nachfolger des von 1996 bis 2014 existierenden European Challenge Cup. Es waren 20 Teams aus sieben Ländern beteiligt. Der Wettbewerb begann am 16. Oktober 2014, das Finale fand am 1. Mai 2015 in The Stoop in London statt. Den Titel gewann das englische Team Gloucester Rugby.

## Teilnehmer
Teilnahmeberechtigt waren folgende Teams:
- die vier Mannschaften der English Premiership zwischen dem 8. und 11. Platz
- der Meister der englischen RFU Championship
- die fünf Mannschaften der französischen Top 14 zwischen dem 8. und 12. Platz
- der Meister und der Erstplatzierte der regulären Saison der französischen Pro D2
- von der Pro12 die verbliebenen fünf Mannschaften aus Italien, Irland, Schottland und Wales, die sich nicht für den European Rugby Champions Cup qualifizieren konnten
- der Verlierer des Play-offs zwischen dem Siebtplatzierten der Premiership und dem Siebtplatzierten der Top 14 um den letzten Startplatz des European Rugby Champions Cup
- die beiden Gewinner eines Qualifikationswettbewerbs

## Modus
Es gab fünf Gruppen mit je vier Teams. Jedes Team spielte je ein Heim- und ein Auswärtsspiel gegen die drei Gruppengegner. In der Gruppenphase erhielten die Teams:
- vier Punkte für einen Sieg
- zwei Punkte für ein Unentschieden
- einen Bonuspunkt bei vier oder mehr Versuchen
- einen Bonuspunkt bei einer Niederlage mit sieben oder weniger Punkten Differenz

Für das Viertelfinale qualifizierten sich die fünf Gruppensieger (nach Anzahl gewonnener Punkte auf den Plätzen 1–5 klassiert) und die drei besten Gruppenzweiten (auf den Plätzen 6–8 klassiert). Teams auf den Plätzen 1–4 hatten im Viertelfinale Heimrecht. Es spielten der Erste gegen den Achten, der Zweite gegen den Siebten, der Dritte gegen den Sechsten und der Vierte gegen den Fünften. Im Unterschied zum European Challenge Cup nahm keine Mannschaft aus dem European Rugby Champions Cup 2014/15 an der Endrunde teil.

## Qualifikation
Rugby Europe 1 Play-Off
| 20. September 2014 15:00 MESZ | Rugby Rovigo | 22 : 18 | Tbilisi Caucasians | Stadio Mario Battaglini, Rovigo Schiedsrichter: Lloyd Lynton (Schottland) |
| 20. September 2014 15:00 MESZ | Bericht      |         |                    | Stadio Mario Battaglini, Rovigo Schiedsrichter: Lloyd Lynton (Schottland) |

| 27. September 2014 17:00 GET | Tbilisi Caucasians | 21 : 24 | Rugby Rovigo | Awtschala-Stadion, Tiflis Schiedsrichter: Matthew Carley (England) |
| 27. September 2014 17:00 GET | Bericht            |         |              | Awtschala-Stadion, Tiflis Schiedsrichter: Matthew Carley (England) |

Mit einem Gesamtergebnis von 46:39 qualifizierte sich Rugby Rovigo.
Rugby Europe 2 Play-Off
| 20. September 2014 21:00 OESZ | București Rugby | 18 : 13 | Rugby Calvisano | Stadionul Arcul de Triumf, Bukarest Schiedsrichter: Gary Conway (Irland) |
| 20. September 2014 21:00 OESZ | Bericht         |         |                 | Stadionul Arcul de Triumf, Bukarest Schiedsrichter: Gary Conway (Irland) |

| 27. September 2014 19:30 MESZ | Rugby Calvisano | 13 : 10 | București Rugby | Stadio San Michele, Calvisano Schiedsrichter: Alexandre Ruiz (Frankreich) |
| 27. September 2014 19:30 MESZ | Bericht         |         |                 | Stadio San Michele, Calvisano Schiedsrichter: Alexandre Ruiz (Frankreich) |

Mit einem Gesamtergebnis von 28:26 qualifizierten sich die București Rugby.

## Auslosung
Die Teilnehmer wurden am 10. Juni 2014 im Stade de la Maladière in Neuchâtel den Vorrundengruppen zugelost. Die Setzreihenfolge basierte auf der Leistung in den jeweiligen Meisterschaften.
| Topf 1 | Cardiff Blues         | Exeter Chiefs                | Stade Français             | Gloucester Rugby      | Edinburgh Rugby  |
| Topf 2 | Union Bordeaux Bègles | CA Brive                     | London Irish               | Newport Gwent Dragons | Aviron Bayonnais |
| Topf 3 | Newcastle Falcons     | Connacht Rugby               | FC Grenoble                | London Welsh RFC      | Zebre            |
| Topf 4 | US Oyonnax            | Lyon Olympique Universitaire | Atlantique Stade Rochelais | Rugby Rovigo          | București Rugby  |

## Gruppenphase

### Gruppe 1
|    | Team          | Spiele | Siege | Unent. | Ndlg. | Spiel- punkte | Diff. | Bonus- punkte | Tabellen- punkte |
| -- | ------------- | ------ | ----- | ------ | ----- | ------------- | ----- | ------------- | ---------------- |
| 1. | London Irish  | 6      | 5     | 0      | 1     | 220:123       | + 97  | 4             | 24               |
| 2. | Cardiff Blues | 6      | 5     | 0      | 1     | 249:95        | + 154 | 4             | 24               |
| 3. | FC Grenoble   | 6      | 2     | 0      | 4     | 161:160       | + 1   | 4             | 12               |
| 4. | Rugby Rovigo  | 6      | 0     | 0      | 6     | 77:329        | − 252 | 1             | 1                |

| 18. Oktober 2014 14:30 WESZ | Cardiff Blues  | 37 : 14 | FC Grenoble | Cardiff Arms Park, Cardiff Zuschauer: 6.267 Schiedsrichter: Marius Mitrea (Italien) |
| 18. Oktober 2014 14:30 WESZ | (15:6) Bericht |         |             | Cardiff Arms Park, Cardiff Zuschauer: 6.267 Schiedsrichter: Marius Mitrea (Italien) |

| 19. Oktober 2014 15:00 WESZ | London Irish   | 70 : 14 | Rugby Rovigo | Madejski Stadium, Reading Zuschauer: 4.219 Schiedsrichter: Vlad Iordăchescu (Rumänien) |
| 19. Oktober 2014 15:00 WESZ | (28:0) Bericht |         |              | Madejski Stadium, Reading Zuschauer: 4.219 Schiedsrichter: Vlad Iordăchescu (Rumänien) |

| 24. Oktober 2014 19:30 MESZ | FC Grenoble    | 15 : 25 | London Irish | Stade Lesdiguières, Grenoble Zuschauer: 7.759 Schiedsrichter: Peter Fitzgibbon (Irland) |
| 24. Oktober 2014 19:30 MESZ | (9:17) Bericht |         |              | Stade Lesdiguières, Grenoble Zuschauer: 7.759 Schiedsrichter: Peter Fitzgibbon (Irland) |

| 25. Oktober 2014 15:00 MESZ | Rugby Rovigo    | 18 : 33 | Cardiff Blues | Stadio Mario Battaglini, Rovigo Zuschauer: 1.750 Schiedsrichter: Laurent Cardona (Frankreich) |
| 25. Oktober 2014 15:00 MESZ | (10:19) Bericht |         |               | Stadio Mario Battaglini, Rovigo Zuschauer: 1.750 Schiedsrichter: Laurent Cardona (Frankreich) |

| 5. Dezember 2014 19:30 MEZ | FC Grenoble    | 68 : 10 | Rugby Rovigo | Stade Lesdiguières, Grenoble Zuschauer: 7.800 Schiedsrichter: David Wilkinson (Irland) |
| 5. Dezember 2014 19:30 MEZ | (42:3) Bericht |         |              | Stade Lesdiguières, Grenoble Zuschauer: 7.800 Schiedsrichter: David Wilkinson (Irland) |

| 6. Dezember 2014 15:15 WEZ | Cardiff Blues | 24 : 14 | London Irish | Cardiff Arms Park, Cardiff Zuschauer: 5.430 Schiedsrichter: Alexandre Ruiz (Frankreich) |
| 6. Dezember 2014 15:15 WEZ | (7:7) Bericht |         |              | Cardiff Arms Park, Cardiff Zuschauer: 5.430 Schiedsrichter: Alexandre Ruiz (Frankreich) |

| 13. Dezember 2014 15:00 MEZ | Rugby Rovigo   | 17 : 20 | FC Grenoble | Stadio Mario Battaglini, Rovigo Zuschauer: 800 Schiedsrichter: Lloyd Linton (Schottland) |
| 13. Dezember 2014 15:00 MEZ | (12:5) Bericht |         |             | Stadio Mario Battaglini, Rovigo Zuschauer: 800 Schiedsrichter: Lloyd Linton (Schottland) |

| 13. Dezember 2014 15:00 WEZ | London Irish    | 34 : 23 | Cardiff Blues | Madejski Stadium, Reading Zuschauer: 5.838 Schiedsrichter: Andrew McMenemy (Schottland) |
| 13. Dezember 2014 15:00 WEZ | (16:13) Bericht |         |               | Madejski Stadium, Reading Zuschauer: 5.838 Schiedsrichter: Andrew McMenemy (Schottland) |

| 16. Januar 2015 19:30 WEZ | Cardiff Blues  | 104 : 12 | Rugby Rovigo | Cardiff Arms Park, Cardiff Zuschauer: 4.733 Schiedsrichter: Ian Tempest (England) |
| 16. Januar 2015 19:30 WEZ | (54:0) Bericht |          |              | Cardiff Arms Park, Cardiff Zuschauer: 4.733 Schiedsrichter: Ian Tempest (England) |

| 17. Januar 2015 15:00 WEZ | London Irish    | 43 : 41 | FC Grenoble | Madejski Stadium, Reading Zuschauer: 4.030 Schiedsrichter: Dudley Phillips (Irland) |
| 17. Januar 2015 15:00 WEZ | (20:27) Bericht |         |             | Madejski Stadium, Reading Zuschauer: 4.030 Schiedsrichter: Dudley Phillips (Irland) |

| 24. Januar 2015 15:00 MEZ | Rugby Rovigo   | 6 : 34 | London Irish | Stadio Mario Battaglini, Rovigo Zuschauer: 1.100 Schiedsrichter: Gary Conway (Irland) |
| 24. Januar 2015 15:00 MEZ | (6:10) Bericht |        |              | Stadio Mario Battaglini, Rovigo Zuschauer: 1.100 Schiedsrichter: Gary Conway (Irland) |

| 24. Januar 2015 15:00 MEZ | FC Grenoble   | 3 : 28 | Cardiff Blues | Stade Lesdiguières, Grenoble Zuschauer: 7.772 Schiedsrichter: David Wilkinson (Irland) |
| 24. Januar 2015 15:00 MEZ | (3:7) Bericht |        |               | Stade Lesdiguières, Grenoble Zuschauer: 7.772 Schiedsrichter: David Wilkinson (Irland) |

### Gruppe 2
|    | Team                       | Spiele | Siege | Unent. | Ndlg. | Spiel- punkte | Diff. | Bonus- punkte | Tabellen- punkte |
| -- | -------------------------- | ------ | ----- | ------ | ----- | ------------- | ----- | ------------- | ---------------- |
| 1. | Exeter Chiefs              | 6      | 5     | 0      | 1     | 212:97        | + 115 | 5             | 25               |
| 2. | Connacht Rugby             | 6      | 4     | 0      | 2     | 186:144       | + 42  | 4             | 20               |
| 3. | Aviron Bayonnais           | 6      | 2     | 0      | 4     | 106:165       | − 59  | 1             | 9                |
| 4. | Atlantique Stade Rochelais | 6      | 1     | 0      | 5     | 84:182        | − 98  | 0             | 4                |

| 18. Oktober 2014 17:00 WESZ | Connacht Rugby | 48 : 12 | Atlantique Stade Rochelais | Galway Sportsgrounds, Galway Zuschauer: 4.735 Schiedsrichter: Andrew McMenemy (Schottland) |
| 18. Oktober 2014 17:00 WESZ | (29:0) Report  |         |                            | Galway Sportsgrounds, Galway Zuschauer: 4.735 Schiedsrichter: Andrew McMenemy (Schottland) |

| 20. Oktober 2014 20:00 MESZ | Aviron Bayonnais | 30 : 24 | Exeter Chiefs | Stade Jean-Dauger, Bayonne Zuschauer: 6.813 Schiedsrichter: Peter Fitzgibbon (Irland) |
| 20. Oktober 2014 20:00 MESZ | (17:16) Bericht  |         |               | Stade Jean-Dauger, Bayonne Zuschauer: 6.813 Schiedsrichter: Peter Fitzgibbon (Irland) |

| 24. Oktober 2014 19:30 MESZ | Atlantique Stade Rochelais | 25 : 13 | Aviron Bayonnais | Stade Marcel-Deflandre, La Rochelle Zuschauer: 13.049 Schiedsrichter: Leighton Hodges (Wales) |
| 24. Oktober 2014 19:30 MESZ | (15:3) Bericht             |         |                  | Stade Marcel-Deflandre, La Rochelle Zuschauer: 13.049 Schiedsrichter: Leighton Hodges (Wales) |

| 25. Oktober 2014 15:00 WESZ | Exeter Chiefs  | 33 : 13 | Connacht Rugby | Sandy Park, Exeter Zuschauer: 8.484 Schiedsrichter: Mathieu Raynal (Frankreich) |
| 25. Oktober 2014 15:00 WESZ | (19:6) Bericht |         |                | Sandy Park, Exeter Zuschauer: 8.484 Schiedsrichter: Mathieu Raynal (Frankreich) |

| 4. Dezember 2014 20:45 MEZ | Atlantique Stade Rochelais | 10 : 36 | Exeter Chiefs | Stade Marcel-Deflandre, La Rochelle Zuschauer: 10.864 Schiedsrichter: Andrew McMenemy (Schottland) |
| 4. Dezember 2014 20:45 MEZ | (7:17) Bericht             |         |               | Stade Marcel-Deflandre, La Rochelle Zuschauer: 10.864 Schiedsrichter: Andrew McMenemy (Schottland) |

| 6. Dezember 2014 17:00 WEZ | Connacht Rugby  | 42 : 19 | Aviron Bayonnais | Galway Sportsgrounds, Galway Zuschauer: 4.425 Schiedsrichter: Matthew Carley (England) |
| 6. Dezember 2014 17:00 WEZ | (15:12) Bericht |         |                  | Galway Sportsgrounds, Galway Zuschauer: 4.425 Schiedsrichter: Matthew Carley (England) |

| 13. Dezember 2014 15:00 WEZ | Exeter Chiefs  | 41 : 17 | Atlantique Stade Rochelais | Sandy Park, Exeter Zuschauer: 9.043 Schiedsrichter: Leighton Hodges (Wales) |
| 13. Dezember 2014 15:00 WEZ | (27:3) Bericht |         |                            | Sandy Park, Exeter Zuschauer: 9.043 Schiedsrichter: Leighton Hodges (Wales) |

| 13. Dezember 2014 20:45 MEZ | Aviron Bayonnais | 27 : 29 | Connacht Rugby | Stade Jean-Dauger, Bayonne Zuschauer: 4.980 Schiedsrichter: Ian Davies (Wales) |
| 13. Dezember 2014 20:45 MEZ | (17:16) Bericht  |         |                | Stade Jean-Dauger, Bayonne Zuschauer: 4.980 Schiedsrichter: Ian Davies (Wales) |

| 17. Januar 2015 17:30 MEZ | Aviron Bayonnais | 14 : 0 | Atlantique Stade Rochelais | Stade Jean-Dauger, Bayonne Zuschauer: 2.137 Schiedsrichter: Giuseppe Vivarini (Italien) |
| 17. Januar 2015 17:30 MEZ | (7:0) Bericht    |        |                            | Stade Jean-Dauger, Bayonne Zuschauer: 2.137 Schiedsrichter: Giuseppe Vivarini (Italien) |

| 18. Januar 2015 15:15 WEZ | Connacht Rugby  | 24 : 33 | Exeter Chiefs | Galway Sportsgrounds, Galway Zuschauer: 5.058 Schiedsrichter: Alexandre Ruiz (Frankreich) |
| 18. Januar 2015 15:15 WEZ | (17:10) Bericht |         |               | Galway Sportsgrounds, Galway Zuschauer: 5.058 Schiedsrichter: Alexandre Ruiz (Frankreich) |

| 24. Januar 2015 17:30 WEZ | Exeter Chiefs  | 45 : 3 | Aviron Bayonnais | Sandy Park, Exeter Zuschauer: 8.830 Schiedsrichter: Andrew McMenemy (Schottland) |
| 24. Januar 2015 17:30 WEZ | (11:0) Bericht |        |                  | Sandy Park, Exeter Zuschauer: 8.830 Schiedsrichter: Andrew McMenemy (Schottland) |

| 24. Januar 2015 18:30 MEZ | Atlantique Stade Rochelais | 20 : 30 | Connacht Rugby | Stade Marcel-Deflandre, La Rochelle Zuschauer: 10.068 Schiedsrichter: Neil Paterson (Schottland) |
| 24. Januar 2015 18:30 MEZ | (20:11) Bericht            |         |                | Stade Marcel-Deflandre, La Rochelle Zuschauer: 10.068 Schiedsrichter: Neil Paterson (Schottland) |

### Gruppe 3
|    | Team                  | Spiele | Siege | Unent. | Ndlg. | Spiel- punkte | Diff. | Bonus- punkte | Tabellen- punkte |
| -- | --------------------- | ------ | ----- | ------ | ----- | ------------- | ----- | ------------- | ---------------- |
| 1. | Newport Gwent Dragons | 6      | 5     | 0      | 1     | 240:127       | + 113 | 5             | 25               |
| 2. | Newcastle Falcons     | 6      | 4     | 0      | 2     | 208:149       | + 59  | 5             | 21               |
| 3. | Stade Français        | 6      | 3     | 0      | 3     | 155:143       | + 12  | 3             | 15               |
| 4. | București Rugby       | 6      | 0     | 0      | 6     | 77:261        | − 184 | 1             | 1                |

| 17. Oktober 2014 20:00 WESZ | Newcastle Falcons | 43 : 19 | București Rugby | Kingston Park, Newcastle upon Tyne Zuschauer: 3.053 Schiedsrichter: David Wilkinson (Irland) |
| 17. Oktober 2014 20:00 WESZ | (36:7) Bericht    |         |                 | Kingston Park, Newcastle upon Tyne Zuschauer: 3.053 Schiedsrichter: David Wilkinson (Irland) |

| 18. Oktober 2014 20:45 MESZ | Stade Français  | 22 : 38 | Newport Gwent Dragons | Stade Jean-Bouin, Paris Zuschauer: 6.500 Schiedsrichter: Luke Pearce (England) |
| 18. Oktober 2014 20:45 MESZ | (15:15) Bericht |         |                       | Stade Jean-Bouin, Paris Zuschauer: 6.500 Schiedsrichter: Luke Pearce (England) |

| 24. Oktober 2014 19:30 WESZ | Newport Gwent Dragons | 26 : 30 | Newcastle Falcons | Rodney Parade, Newport Zuschauer: 6.119 Schiedsrichter: Alexandre Ruiz (Frankreich) |
| 24. Oktober 2014 19:30 WESZ | (20:13) Bericht       |         |                   | Rodney Parade, Newport Zuschauer: 6.119 Schiedsrichter: Alexandre Ruiz (Frankreich) |

| 25. Oktober 2014 15:00 OESZ | București Rugby | 9 : 13 | Stade Français | Stadionul Arcul de Triumf, Bukarest Zuschauer: 600 Schiedsrichter: Neil Paterson (Schottland) |
| 25. Oktober 2014 15:00 OESZ | (6:10) Bericht  |        |                | Stadionul Arcul de Triumf, Bukarest Zuschauer: 600 Schiedsrichter: Neil Paterson (Schottland) |

| 5. Dezember 2014 20:00 WEZ | Newcastle Falcons | 30 : 23 | Stade Français | Kingston Park, Newcastle upon Tyne Zuschauer: 4.089 Schiedsrichter: Marius Mitrea (Italien) |
| 5. Dezember 2014 20:00 WEZ | (14:9) Bericht    |         |                | Kingston Park, Newcastle upon Tyne Zuschauer: 4.089 Schiedsrichter: Marius Mitrea (Italien) |

| 6. Dezember 2014 13:00 OEZ | București Rugby | 10 : 37 | Newport Gwent Dragons | Ghencea-Stadion, Bukarest Zuschauer: 700 Schiedsrichter: Giuseppe Vivarini (Italien) |
| 6. Dezember 2014 13:00 OEZ | (10:13) Bericht |         |                       | Ghencea-Stadion, Bukarest Zuschauer: 700 Schiedsrichter: Giuseppe Vivarini (Italien) |

| 11. Dezember 2014 20:45 MEZ | Stade Français  | 31 : 24 | Newcastle Falcons | Stade Jean-Bouin, Paris Zuschauer: 8.500 Schiedsrichter: Dudley Phillips (Irland) |
| 11. Dezember 2014 20:45 MEZ | (24:14) Bericht |         |                   | Stade Jean-Bouin, Paris Zuschauer: 8.500 Schiedsrichter: Dudley Phillips (Irland) |

| 12. Dezember 2014 19:30 WEZ | Newport Gwent Dragons | 69 : 17 | București Rugby | Rodney Parade, Newport Zuschauer: 3.936 Schiedsrichter: David Wilkinson (Irland) |
| 12. Dezember 2014 19:30 WEZ | (38:7) Bericht        |         |                 | Rodney Parade, Newport Zuschauer: 3.936 Schiedsrichter: David Wilkinson (Irland) |

| 17. Januar 2015 15:00 MEZ | Stade Français  | 47 : 12 | București Rugby | Stade Jean-Bouin, Paris Zuschauer: 6.673 Schiedsrichter: Lloyd Linton (Schottland) |
| 17. Januar 2015 15:00 MEZ | (14:12) Bericht |         |                 | Stade Jean-Bouin, Paris Zuschauer: 6.673 Schiedsrichter: Lloyd Linton (Schottland) |

| 17. Januar 2015 15:15 WEZ | Newcastle Falcons | 29 : 40 | Newport Gwent Dragons | Kingston Park, Newcastle upon Tyne Zuschauer: 3.280 Schiedsrichter: Mathieu Raynal (Frankreich) |
| 17. Januar 2015 15:15 WEZ | (3:35) Bericht    |         |                       | Kingston Park, Newcastle upon Tyne Zuschauer: 3.280 Schiedsrichter: Mathieu Raynal (Frankreich) |

| 24. Januar 2015 15:00 WEZ | Newport Gwent Dragons | 30 : 19 | Stade Français | Rodney Parade, Newport Zuschauer: 5.571 Schiedsrichter: Matthew Carley (England) |
| 24. Januar 2015 15:00 WEZ | (22:7) Bericht        |         |                | Rodney Parade, Newport Zuschauer: 5.571 Schiedsrichter: Matthew Carley (England) |

| 24. Januar 2015 17:00 OEZ | București Rugby | 10 : 52 | Newcastle Falcons | Cluj Arena, Cluj-Napoca Zuschauer: 500 Schiedsrichter: Neil Hennessy (Wales) |
| 24. Januar 2015 17:00 OEZ | (10:28) Bericht |         |                   | Cluj Arena, Cluj-Napoca Zuschauer: 500 Schiedsrichter: Neil Hennessy (Wales) |

### Gruppe 4
|    | Team                         | Spiele | Siege | Unent. | Ndlg. | Spiel- punkte | Diff. | Bonus- punkte | Tabellen- punkte |
| -- | ---------------------------- | ------ | ----- | ------ | ----- | ------------- | ----- | ------------- | ---------------- |
| 1. | Edinburgh Rugby              | 6      | 5     | 0      | 1     | 146:90        | + 56  | 2             | 22               |
| 2. | Lyon Olympique Universitaire | 6      | 4     | 0      | 2     | 149:139       | + 10  | 2             | 18               |
| 3. | Union Bordeaux Bègles        | 6      | 3     | 0      | 3     | 176:142       | + 34  | 4             | 16               |
| 4. | London Welsh RFC             | 6      | 0     | 0      | 6     | 72:172        | − 100 | 1             | 1                |

| 17. Oktober 2014 19:45 MESZ | Union Bordeaux Bègles | 13 : 15 | Edinburgh Rugby | Stade André-Moga, Bègles Zuschauer: 6.658 Schiedsrichter: Neil Hennessy (Wales) |
| 17. Oktober 2014 19:45 MESZ | (3:0) Bericht         |         |                 | Stade André-Moga, Bègles Zuschauer: 6.658 Schiedsrichter: Neil Hennessy (Wales) |

| 18. Oktober 2014 14:00 MESZ | Lyon Olympique Universitaire | 28 : 18 | London Welsh RFC | Matmut Stadium, Vénissieux Zuschauer: 8.455 Schiedsrichter: Claudio Blessano (Italien) |
| 18. Oktober 2014 14:00 MESZ | (21:15) Bericht              |         |                  | Matmut Stadium, Vénissieux Zuschauer: 8.455 Schiedsrichter: Claudio Blessano (Italien) |

| 23. Oktober 2014 19:45 WESZ | London Welsh RFC | 20 : 52 | Union Bordeaux Bègles | Kassam Stadium, Oxford Zuschauer: 3.575 Schiedsrichter: Andrew McMenemy (Schottland) |
| 23. Oktober 2014 19:45 WESZ | (6:31) Bericht   |         |                       | Kassam Stadium, Oxford Zuschauer: 3.575 Schiedsrichter: Andrew McMenemy (Schottland) |

| 24. Oktober 2014 19:45 WESZ | Edinburgh Rugby | 25 : 17 | Lyon Olympique Universitaire | Murrayfield Stadium, Edinburgh Zuschauer: 4.651 Schiedsrichter: Matthew Carley (England) |
| 24. Oktober 2014 19:45 WESZ | (22:7) Bericht  |         |                              | Murrayfield Stadium, Edinburgh Zuschauer: 4.651 Schiedsrichter: Matthew Carley (England) |

| 6. Dezember 2014 20:45 MEZ | Union Bordeaux Bègles | 37 : 29 | Lyon Olympique Universitaire | Stade André-Moga, Bègles Zuschauer: 4.250 Schiedsrichter: Neil Paterson (Schottland) |
| 6. Dezember 2014 20:45 MEZ | (25:23) Bericht       |         |                              | Stade André-Moga, Bègles Zuschauer: 4.250 Schiedsrichter: Neil Paterson (Schottland) |

| 7. Dezember 2014 14:00 WEZ | Edinburgh Rugby | 25 : 13 | London Welsh RFC | Murrayfield Stadium, Edinburgh Zuschauer: 3.212 Schiedsrichter: Cédric Marchat (Frankreich) |
| 7. Dezember 2014 14:00 WEZ | (6:13) Bericht  |         |                  | Murrayfield Stadium, Edinburgh Zuschauer: 3.212 Schiedsrichter: Cédric Marchat (Frankreich) |

| 12. Dezember 2014 19:30 MEZ | Lyon Olympique Universitaire | 37 : 28 | Union Bordeaux Bègles | Matmut Stadium, Vénissieux Zuschauer: 8.733 Schiedsrichter: Vlad Iordăchescu (Rumänien) |
| 12. Dezember 2014 19:30 MEZ | (21:13) Bericht              |         |                       | Matmut Stadium, Vénissieux Zuschauer: 8.733 Schiedsrichter: Vlad Iordăchescu (Rumänien) |

| 14. Dezember 2014 14:30 WEZ | London Welsh RFC | 6 : 24 | Edinburgh Rugby | Kassam Stadium, Oxford Zuschauer: 3.258 Schiedsrichter: Alexandre Ruiz (Frankreich) |
| 14. Dezember 2014 14:30 WEZ | (3:9) Bericht    |        |                 | Kassam Stadium, Oxford Zuschauer: 3.258 Schiedsrichter: Alexandre Ruiz (Frankreich) |

| 16. Januar 2015 20:55 MEZ | Union Bordeaux Bègles | 26 : 3 | London Welsh RFC | Stade André-Moga, Bègles Zuschauer: 2.800 Schiedsrichter: Gary Conway (Irland) |
| 16. Januar 2015 20:55 MEZ | (12:3) Bericht        |        |                  | Stade André-Moga, Bègles Zuschauer: 2.800 Schiedsrichter: Gary Conway (Irland) |

| 17. Januar 2015 20:45 MEZ | Lyon Olympique Universitaire | 21 : 19 | Edinburgh Rugby | Matmut Stadium, Vénissieux Zuschauer: 10.935 Schiedsrichter: Neil Hennessy (Wales) |
| 17. Januar 2015 20:45 MEZ | (10:13) Bericht              |         |                 | Matmut Stadium, Vénissieux Zuschauer: 10.935 Schiedsrichter: Neil Hennessy (Wales) |

| 23. Januar 2015 19:45 WEZ | Edinburgh Rugby | 38 : 20 | Union Bordeaux Bègles | Murrayfield Stadium, Edinburgh Zuschauer: 4.817 Schiedsrichter: Ian Davies (Wales) |
| 23. Januar 2015 19:45 WEZ | (14:6)          |         |                       | Murrayfield Stadium, Edinburgh Zuschauer: 4.817 Schiedsrichter: Ian Davies (Wales) |

| 25. Januar 2015 14:30 WEZ | London Welsh RFC | 12 : 17 | Lyon Olympique Universitaire | Kassam Stadium, Oxford Zuschauer: 3.221 Schiedsrichter: Vlad Iordăchescu (Rumänien) |
| 25. Januar 2015 14:30 WEZ | (0:10) Bericht   |         |                              | Kassam Stadium, Oxford Zuschauer: 3.221 Schiedsrichter: Vlad Iordăchescu (Rumänien) |

### Gruppe 5
|    | Team             | Spiele | Siege | Unent. | Ndlg. | Spiel- punkte | Diff. | Bonus- punkte | Tabellen- punkte |
| -- | ---------------- | ------ | ----- | ------ | ----- | ------------- | ----- | ------------- | ---------------- |
| 1. | Gloucester Rugby | 6      | 6     | 0      | 0     | 211:64        | + 147 | 5             | 29               |
| 2. | US Oyonnax       | 6      | 4     | 0      | 2     | 123:124       | − 1   | 0             | 16               |
| 3. | Zebre            | 6      | 2     | 0      | 4     | 102:154       | − 52  | 0             | 8                |
| 4. | CA Brive         | 6      | 0     | 0      | 6     | 93:187        | − 94  | 2             | 2                |

| 16. Oktober 2014 19:45 WESZ | Gloucester Rugby | 55 : 0 | CA Brive | Kingsholm Stadium, Gloucester Zuschauer: 9.793 Schiedsrichter: Ian Davies (Wales) |
| 16. Oktober 2014 19:45 WESZ | (10:0) Bericht   |        |          | Kingsholm Stadium, Gloucester Zuschauer: 9.793 Schiedsrichter: Ian Davies (Wales) |

| 18. Oktober 2014 16:00 MESZ | Zebre          | 24 : 33 | US Oyonnax | Stadio XXV Aprile, Parma Zuschauer: 2.001 Schiedsrichter: Matthew Carley (England) |
| 18. Oktober 2014 16:00 MESZ | (14:6) Bericht |         |            | Stadio XXV Aprile, Parma Zuschauer: 2.001 Schiedsrichter: Matthew Carley (England) |

| 24. Oktober 2014 19:30 MESZ | CA Brive       | 21 : 26 | Zebre | Stade Amédée-Domenech, Brive-la-Gaillarde Zuschauer: 3.500 Schiedsrichter: Neil Hennessy (Wales) |
| 24. Oktober 2014 19:30 MESZ | (7:13) Bericht |         |       | Stade Amédée-Domenech, Brive-la-Gaillarde Zuschauer: 3.500 Schiedsrichter: Neil Hennessy (Wales) |

| 25. Oktober 2014 20:45 MESZ | US Oyonnax    | 15 : 25 | Gloucester Rugby | Stade Charles-Mathon, Oyonnax Zuschauer: 6.500 Schiedsrichter: Giuseppe Vivarini (Italien) |
| 25. Oktober 2014 20:45 MESZ | (9:9) Bericht |         |                  | Stade Charles-Mathon, Oyonnax Zuschauer: 6.500 Schiedsrichter: Giuseppe Vivarini (Italien) |

| 5. Dezember 2014 19:30 MEZ | CA Brive       | 22 : 30 | US Oyonnax | Stade Amédée-Domenech, Brive-la-Gaillarde Zuschauer: 4.000 Schiedsrichter: Dudley Phillips (Irland) |
| 5. Dezember 2014 19:30 MEZ | (7:13) Bericht |         |            | Stade Amédée-Domenech, Brive-la-Gaillarde Zuschauer: 4.000 Schiedsrichter: Dudley Phillips (Irland) |

| 7. Dezember 2014 15:15 WEZ | Gloucester Rugby | 35 : 10 | Zebre | Kingsholm Stadium, Gloucester Zuschauer: 10.005 Schiedsrichter: Neil Hennessy (Wales) |
| 7. Dezember 2014 15:15 WEZ | (21:5) Bericht   |         |       | Kingsholm Stadium, Gloucester Zuschauer: 10.005 Schiedsrichter: Neil Hennessy (Wales) |

| 13. Dezember 2014 16:00 MEZ | Zebre          | 16 : 32 | Gloucester Rugby | Stadio XXV Aprile, Parma Zuschauer: 3.050 Schiedsrichter: Neil Paterson (Wales) |
| 13. Dezember 2014 16:00 MEZ | (6:10) Bericht |         |                  | Stadio XXV Aprile, Parma Zuschauer: 3.050 Schiedsrichter: Neil Paterson (Wales) |

| 13. Dezember 2014 18:30 MEZ | US Oyonnax      | 22 : 17 | CA Brive | Stade Charles-Mathon, Oyonnax Zuschauer: 5.500 Schiedsrichter: Gary Conway (Irland) |
| 13. Dezember 2014 18:30 MEZ | (15:10) Bericht |         |          | Stade Charles-Mathon, Oyonnax Zuschauer: 5.500 Schiedsrichter: Gary Conway (Irland) |

| 17. Januar 2015 15:00 WEZ | Gloucester Rugby | 33 : 3 | US Oyonnax | Kingsholm Stadium, Gloucester Zuschauer: 9.381 Schiedsrichter: Andrew McMenemy (Schottland) |
| 17. Januar 2015 15:00 WEZ | (26:3) Bericht   |        |            | Kingsholm Stadium, Gloucester Zuschauer: 9.381 Schiedsrichter: Andrew McMenemy (Schottland) |

| 17. Januar 2015 16:00 MEZ | Zebre         | 23 : 13 | CA Brive | Stadio XXV Aprile, Parma Zuschauer: 1.860 Schiedsrichter: David Wilkinson (Irland) |
| 17. Januar 2015 16:00 MEZ | (6:6) Bericht |         |          | Stadio XXV Aprile, Parma Zuschauer: 1.860 Schiedsrichter: David Wilkinson (Irland) |

| 22. Januar 2015 20:45 MEZ | CA Brive       | 20 : 31 | Gloucester Rugby | Stade Amédée-Domenech, Brive-la-Gaillarde Zuschauer: 1.900 Schiedsrichter: Dudley Phillips (Irland) |
| 22. Januar 2015 20:45 MEZ | (6:17) Bericht |         |                  | Stade Amédée-Domenech, Brive-la-Gaillarde Zuschauer: 1.900 Schiedsrichter: Dudley Phillips (Irland) |

| 22. Januar 2015 20:45 MEZ | US Oyonnax     | 20 : 3 | Zebre | Stade Charles-Mathon, Oyonnax Zuschauer: 3.500 Schiedsrichter: Lloyd Linton (Schottland) |
| 22. Januar 2015 20:45 MEZ | (10:0) Bericht |        |       | Stade Charles-Mathon, Oyonnax Zuschauer: 3.500 Schiedsrichter: Lloyd Linton (Schottland) |

## K.-o.-Runde

### Setzliste
Nach der Gruppenphase treffen die fünf Gruppensieger sowie die drittbesten Gruppenzweiten aufeinander.
1. Gloucester Rugby
2. Exeter Chiefs
3. Newport Gwent Dragons
4. London Irish
5. Edinburgh Rugby
6. Cardiff Blues
7. Newcastle Falcons
8. Connacht Rugby

### Viertelfinale
| 3. April 2015 19:45 WESZ | Gloucester Rugby                                                      | 14 : 7         | Connacht Rugby                                          | Kingsholm Stadium, Gloucester Zuschauer: 13.236 Schiedsrichter: Mathieu Raynal (Frankreich) |
| 3. April 2015 19:45 WESZ | Versuche: Sharples 20. erh. Meakes 30. erh. Erhöhungen: Laidlaw (2/2) | (14:0) Bericht | Versuche: Strafversuch 65. erh. Erhöhungen: Carty (1/1) | Kingsholm Stadium, Gloucester Zuschauer: 13.236 Schiedsrichter: Mathieu Raynal (Frankreich) |

| 4. April 2015 12:45 WESZ | Newport Gwent Dragons | 25 : 21         | Cardiff Blues                                                                              | Rodney Parade, Newport Zuschauer: 8.119 Schiedsrichter: JP Doyle (England) |
| 4. April 2015 12:45 WESZ | Versuche: Amos 35. erh. Cudd 45. n.erh. Strafversuch 50. erh. Erhöhungen: Prydie (2/3) Straftritte: Prydie (1/3) 8. D. Jones (1/1) 67. | (10:14) Bericht | Versuche: L. Williams 4. erh. Anscombe 25. erh. Navidi 74. erh. Erhöhungen: Anscombe (3/3) | Rodney Parade, Newport Zuschauer: 8.119 Schiedsrichter: JP Doyle (England) |

| 4. April 2015 20:00 WESZ | Exeter Chiefs | 48 : 13        | Newcastle Falcons                                                                           | Sandy Park, Exeter Zuschauer: 10.022 Schiedsrichter: Marius Mitrea (Italien) |
| 4. April 2015 20:00 WESZ | Versuche: Ewers 12. erh. Strafversuch 19. erh. Waldrom 41. erh. McGuigan 58. erh. Hill 69. erh. Mumm 71. erh. Erhöhungen: Slade (4/4) Steenson (2/2) Straftritte: Slade (2/2) 35., 54. | (17:6) Bericht | Versuche: Harris 66. erh. Erhöhungen: Catterick (1/1) Straftritte: Catterick (2/2) 33., 39. | Sandy Park, Exeter Zuschauer: 10.022 Schiedsrichter: Marius Mitrea (Italien) |

| 5. April 2015 17:45 WESZ | London Irish                                                                                                   | 18 : 23         | Edinburgh Rugby | Madejski Stadium, Reading Zuschauer: 4.728 Schiedsrichter: Pascal Gaüzère (Frankreich) |
| 5. April 2015 17:45 WESZ | Versuche: Gilsenan 40. erh. Steele 52. n. erh. Erhöhungen: Geraghty (1/2) Straftritte: Geraghty (2/4) 32., 45. | (10:16) Bericht | Versuche: Nel 10. erh. McKenzie 59. erh. Erhöhungen: Hidalgo-Clyne (2/2) Straftritte: Hidalgo-Clyne (3/3) 1., 18., 20. | Madejski Stadium, Reading Zuschauer: 4.728 Schiedsrichter: Pascal Gaüzère (Frankreich) |

### Halbfinale
| 17. April 2015 19:45 WESZ | Edinburgh Rugby | 45 : 16        | Newport Gwent Dragons                                                                         | Murrayfield Stadium, Edinburgh Zuschauer: 8.231 Schiedsrichter: JP Doyle (England) |
| 17. April 2015 19:45 WESZ | Versuche: McInally 14. erh. Visser 22. n.erh. Toolis 54. erh. Hidalgo-Clyne 60. erh. Fife 67. erh. Erhöhungen: Hidalgo-Clyne (4/5) Straftritte: Hidalgo-Clyne (4/5) 10., 33., 40.+2', 58. | (21:9) Bericht | Versuche: Harris 43. erh. Erhöhungen: D. Jones (1/1) Straftritte: D. Jones (3/3) 3., 18., 30. | Murrayfield Stadium, Edinburgh Zuschauer: 8.231 Schiedsrichter: JP Doyle (England) |

| 18. April 2015 19:45 WESZ | Gloucester Rugby | 30 : 19        | Exeter Chiefs                                                                                    | Kingsholm Stadium, Gloucester Zuschauer: 11.907 Schiedsrichter: John Lacey (Irland) |
| 18. April 2015 19:45 WESZ | Versuche: Meakes 30. erh. Savage 67. erh. May 77. erh. Erhöhungen: Laidlaw (3/3) Straftritte: Laidlaw (2/3) 17., 71. Hook (1/1) 38. | (13:6) Bericht | Versuche: Taione 75. erh. Erhöhungen: Steenson (1/1) Straftritte: Slade (4/4) 20., 40., 45., 60. | Kingsholm Stadium, Gloucester Zuschauer: 11.907 Schiedsrichter: John Lacey (Irland) |

### Finale
| 1. Mai 2015 19:45 WESZ | Edinburgh Rugby                                                                                  | 13 : 19        | Gloucester Rugby                                                                                      | The Stoop, London Zuschauer: 14.316 Schiedsrichter: Jérôme Garcès (Frankreich) |
| 1. Mai 2015 19:45 WESZ | Versuche: Ford 65. erh. Erhöhungen: Hidalgo-Clyne (1/1) Straftritte: Hidalgo-Clyne (2/3) 2., 35. | (6:13) Bericht | Versuche: Twelvetrees 10. erh. Erhöhungen: Laidlaw (1/1) Straftritte: Laidlaw (4/5) 8., 36., 49., 53. | The Stoop, London Zuschauer: 14.316 Schiedsrichter: Jérôme Garcès (Frankreich) |

## Statistik

### Meiste erzielte Versuche
Quelle: epcrugby.com
|    | Name             | Versuche | Verein                |
| -- | ---------------- | -------- | --------------------- |
| 1. | Lloyd Williams   | 6        | Cardiff Rugby         |
| 2. | Hallam Amos      | 5        | Newport Gwent Dragons |
| 2. | Laurent Bouchet  | 5        | FC Grenoble           |
| 2. | Charlie Sharples | 5        | Gloucester Rugby      |
| 2. | Richard Smith    | 5        | Cardiff Rugby         |

### Meiste erzielte Punkte
|    | Name            | Punkte | Verein                |
| -- | --------------- | ------ | --------------------- |
| 1. | Ian Madigan     | 99     | Edinburgh Rugby       |
| 2. | Greig Laidlaw   | 81     | Gloucester Rugby      |
| 3. | Gareth Anscombe | 58     | Cardiff Blues         |
| 3. | Henry Slade     | 58     | Exeter Chiefs         |
| 5. | Tom Prydie      | 57     | Newport Gwent Dragons |